# Caloris Montes
I Caloris Montes sono un sistema di rilievi presente sulla superficie di Mercurio, a 31,46° di latitudine nord e 174,15° di longitudine ovest. I monti si trovano in prossimità della regione di Caloris Planitia.
I montes sono stati battezzati dall'Unione Astronomica Internazionale con un termine latino che significa letteralmente monti del calore, con riferimento alle temperature estremamente elevate che si raggiungono sulla superficie del pianeta durante il giorno mercuriano. 